# St-Étienne (Hombourg-Haut)

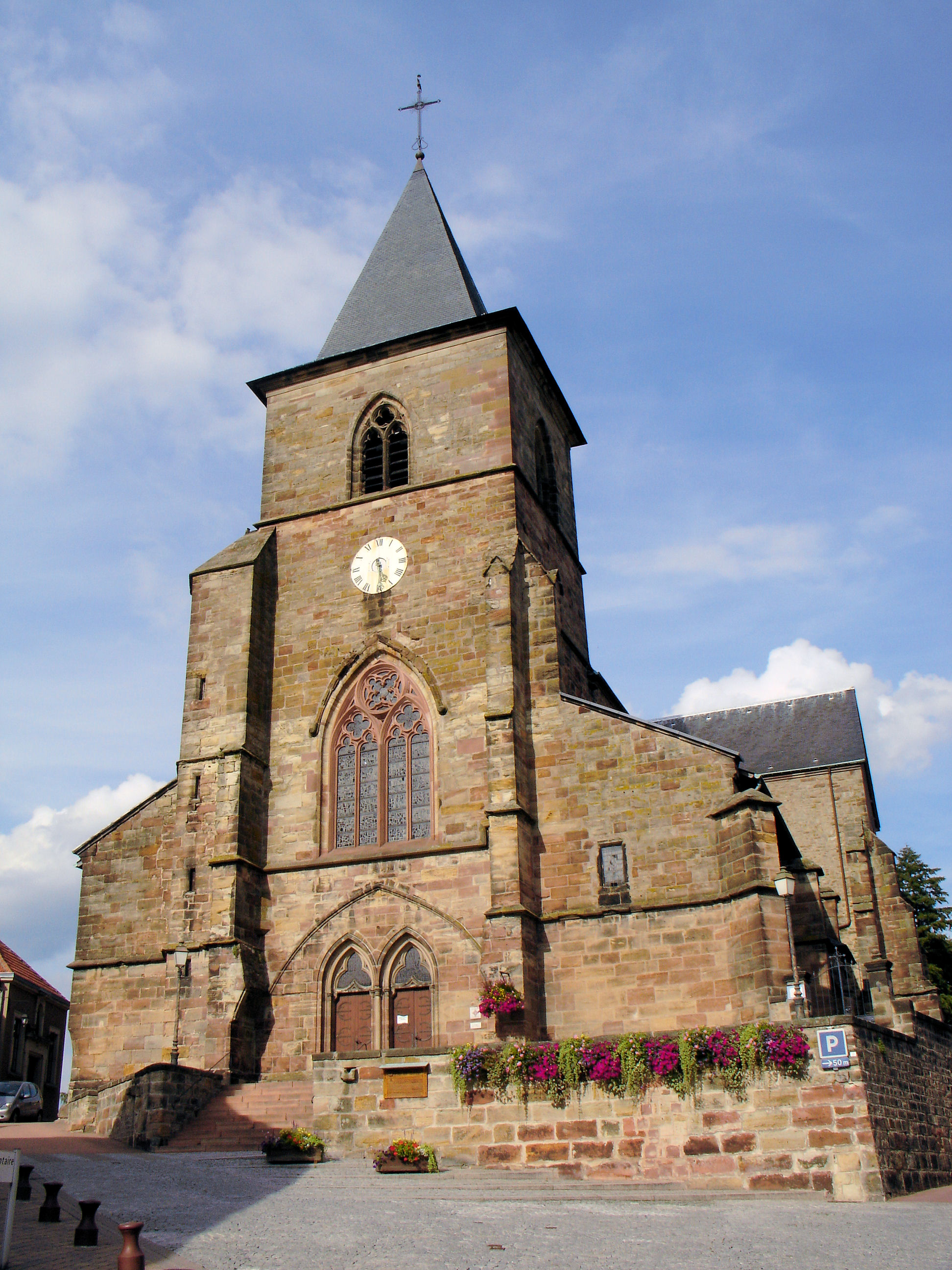
Stiftskirche Sankt Stephanus in Hombourg-Haut

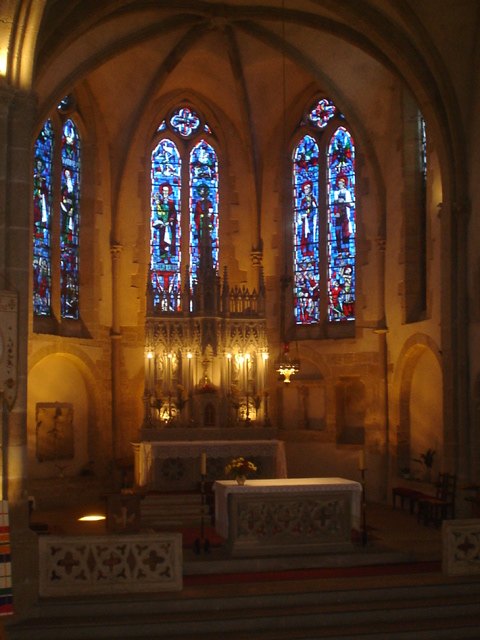
Bleiglasfenster im Chor von Jean Couturat

Die Kirche Saint-Étienne (französisch l’Église Saint-Étienne oder Collégiale Saint Étienne) ist eine ehemalige Stiftskirche in Hombourg-Haut im Département Moselle in der historischen Region Lorraine. Die Kirche stammt aus dem 14. Jahrhundert. Seit 1930 ist das Gebäude als Monument historique klassifiziert.

## Geschichte
Im Jahr 1254 gründete Jakob von Lothringen Bischof von Metz ein Stiftskapitel in Homburg und ließ dort zunächst eine Burg errichten und ordnete den Bau einer Kirche für die 13 Kapitelherren an. Diese wurde dem Heiligen Stephanus geweiht. Die Bauarbeiten begannen erst am Ende des 13. Jahrhunderts etwa in den Jahren  1290 bis 1300, aufgrund des Geldmangels wurde das Gebäude vermutlich erst zum Ende des 15. Jahrhunderts fertiggestellt. Errichtet wurde das Gebäude aus gelbem und rotem Sandstein. Der Boden steigt leicht an und führt über sechs Stufen zum Altar.
Im Jahr 1632 wurde das angrenzende Kloster durch einen Brand komplett zerstört und die Kirche beschädigt. 1743 wurde das Domkapitel aufgelöst. Als Wahrzeichen der Stadt wurde sie 1930 unter Denkmalschutz gestellt.

## Ausstattung
In der Kirche befinden sich Bleiglasfenster von Jean-Henri Couturat. Die neue Orgel der Kirche wurde 1847 von Pierre Rivinach gefertigt, im Jahr 1908 von der Firma Dalstein-Haerpfer vergrößert und 1992 durch Michel Gaillard restauriert.